# Stanko Andrić
Stanko Andrić (Strizivojna, 1967.) je hrvatski književnik i povjesničar. Piše romane, eseje, publicistička i historiografska djela.

## Životopis
Rođen je u Strizivojni 27. siječnja 1967. godine.
Studirao je u Zagrebu na Filozofskom fakultetu francuski i latinski jezik i književnost.
Nakon što je diplomirao, išao je na poslijediplomski studij na Odsjeku za srednjovjekovne studije Srednjoeuropskog sveučilišta u Budimpešti, na kojem je poslije i stekao doktorat.
Jedan je od utemeljitelja Podružnice za povijest Slavonije, Baranje i Srijema Hrvatskog instituta za povijest sa sjedištem u Slavonskom Brodu. U njoj je i zaposlen.

## Književnički rad
Član je Društva hrvatskih književnika i Hrvatskog društva pisaca.
Za razliku od mnogih naših autora, njegovi uzori su prepoznatljivi, štoviše, sam Stanko Andrić ih je ustrajno navodio.
U svojim djelima, kada govori o hrvatskom rodoljublju, Šokce kontrastira s četirima inačicama hrvatstva.
Andrić je zamislio priču od trideset poglavlja, kojoj radnju smješta u Slavoniju, čestu temu njegovih radova. Roman "Simurg" čini prvih devet poglavlja.
Uzima se da su mu na književničkoj, duhovnoj razini, kao svojevrsna braća, Bruno Schulz i Danilo Kiš.
Uredio je poseban broj časopisa "Gorgodan" (36/1992) posvećen Bruni Schulzu.

## Djela
(popis nepotpun)
- Povijest Slavonije u sedam požara, historiografsko djelo, 1992.
- Enciklopedija ništavila, eseji, 1995.
- Filozofija vina, 1997.
- Čudesa svetog Ivana Kapistrana - povijesna i tekstualna analiza, 1999.
- Dnevnik iz JNA i druge glose i arabeske, (mješovitog žanra: i autobiografija, i eseji o kulturnoj povijesti, književnosti i političkim temama), 2000.
- Potonuli svijet, knjiga znanstvenih radova, 2001.
- Slavonija, sažeti vodič prirodnih i kulturnopovijesnih zanimljivosti, publicističko djelo, 2004.
- Simurg, autobiografski roman, 2005.
- Najljepše božićne priče, 2007.
- Vinkovci u srednjem vijeku – Područje grada Vinkovaca od kasne antike do kraja turske vlasti, 2007.

## Vanjske povezice
- Društvo hrvatskih književnika
- Povijest Slavonije u sedam požara  Arhivirana inačica izvorne stranice od 14. kolovoza 2007. (Wayback Machine) Predstavljanje knjige.
- Predstavljanje knjige "Simurg" Dosta podatak o autoru i njegovu radu.
- Predstavljanje knjige o Vinkovcima
- Otkrivene tajne vinkovačkoga srednjovjekovlja  Arhivirana inačica izvorne stranice od 29. rujna 2007. (Wayback Machine)
- Stanko Andrić, "Dubok i oštar izazov"  Arhivirana inačica izvorne stranice od 15. veljače 2010. (Wayback Machine) Članak Stanka Andrića napisan u povodu imenovanja prof. dr. sc. Ivana Balte u Matično povjerenstvo za područje humanističkih znanosti, Polje povijesti, povijesti umjetnosti, arheologije, znanosti o umjetnosti, etnologije i antropologije.